# رولف سمب-تورشوت
رولف سمب-تورشوت (نروژی: Rolf Semb-Thorstvedt; ۳ آوریل ۱۸۹۸ – ۱۵ اکتبر ۱۹۷۲) بازیکن فوتبال اهل نروژ بود.